# Borðoyarvík
Borðoyarvík är en fjord i Färöarna (Kungariket Danmark).   Den ligger i sýslan Norðoyar, i den nordöstra delen av landet, 24 km nordost om huvudstaden Torshamn.

## Källor

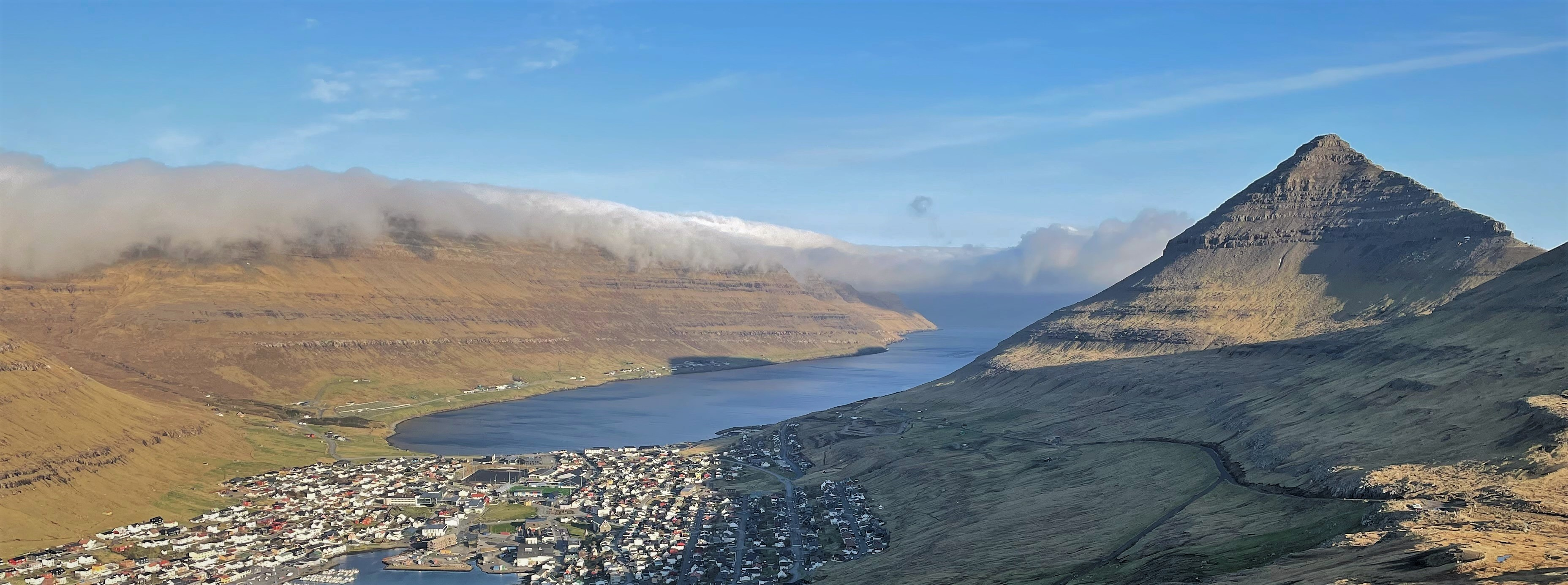
Klaksvik (by) och Borðoyarvík (fjord)